# Чемпионат мира по спортивной гимнастике 1909
Четвёртый чемпионат мира по спортивной гимнастике прошёл в 1909 году в Люксембурге.

## Общий медальный зачёт
| Место | Страна         | Золото | Серебро | Бронза | Всего |
| ----- | -------------- | ------ | ------- | ------ | ----- |
| 1     | Франция        | 5      | 2       | 1      | 8     |
| 2     | Италия         | 1      | 0       | 3      | 4     |
| 3     | Богемия        | 0      | 5       | 1      | 6     |
| 4     | Австро-Венгрия | 0      | 1       | 0      | 1     |

## Медалисты
| Дисциплина                | Золото                                                                                                | Серебро                                                                              | Бронза |
| Командное многоборье      | Франция · Жозеф Кастильони · Огюст Кастиль · Арман Куадей · Луи Сегюра · Жозеф Мартинес · Марко Торре | Богемия Йозеф Чада Франтишек Эрбен Франтишек Маховски Карел Старый Фердинанд Штайнер | Италия · Пьетро Борги · Альберто Бралья · Отелло Капитани · Анджело Маццончини · Гвидо Романо · Джорджо Дзампори |
| Индивидуальное многоборье | Марко Торре Франция                                                                                   | Йозеф Чада Богемия                                                                   | Арман Куадей Франция                                                                                             |
| Кольца                    | Марко Торре Франция Джорджо Романо Италия                                                             |                                                                                      | Джорджо Дзампори Италия Анджело Маццончини Италия Франтишек Эрбен Богемия                                        |
| Параллельные брусья       | Жозеф Мартинес Франция                                                                                | Марко Торре Франция Огюст Кастиль Франция Йозеф Чада Богемия                         | |
| Перекладина               | Жозеф Мартинес Франция                                                                                | Франтишек Эрбен Богемия К.Фукс Австро-Венгрия Йозеф Чада Богемия                     | |